# Inheems monument (Groningen, Suriname)
Het inheems monument staat op het Monumentenplein in Groningen, Suriname.
De Organisatie van Inheemsen in Suriname onder leiding van Leon Wijngaarde, gaf in 2008 opdracht tot het maken en plaatsen van het Inheems Monument in Groningen. Het monument werd in twee delen geleverd vanwege financieringsproblemen.
Het monument toont een rechtopstaande kaart van Suriname met ertegenaan een grote roofvogel met een gezicht op borst. De constructie is bevestigd op een driepoot die op een ronde steen staat, die op zijn beurt op een vierkante steen ligt.
Omschrijving van onder naar boven
I.      De grote cirkel
De grote cirkel symboliseert in zijn oervorm de geest. Daarnaast kan hij enerzijds zon, het mannelijke, de kracht van de liefde en de kleur geel vertegenwoordigen. Anderzijds ook het vrouwelijke, het gezin en het inlevingsvermogen.
II.     Het vierkant
Het vierkant drukt bestendigheid en betrouwbaarheid. Het biedt georganiseerd bescherming. Alles staat op een stabiel fundament.
III.   De cirkel
De cirkel is het symbool van de eenheid en de aarde.
IV.  De pilaren
De pilaren zijn de directe geestelijke kracht. Ze toont de opwaartse beweging van een spirituele levensweg en staat daarnaast voor de aardgeest.
V.  De kleine cirkel
De kleine cirkel is het symbool voor de maan, de kleur wit en de kracht van verandering en groei.
VI.   Kaart van Republiek Suriname, werelddeel Zuid-Amerika
VII.    Vliegende arend
De vliegende arend leert dat belangrijk is het hele levenspatroon te leren kennen met al zijn licht- en schaduwzijden, die een hoger doel dienen en helpen het eigen zelf te ontwikkelen.
VIII. Mensgezicht op de borst van de arend
Alleen door de beproeving van de ziele kracht kan een mens de sterkte van een arend krijgen. Overwin uw angst, kijk voorbij uw eigen horizon, verbindt u met het element lucht.
IX. Maraka van kalebas
De maraka belichaamt de aarde. De stok, die als handvat door de maraka is gestoken, symboliseert de noord-zuid as van de aarde. Aan de uiteinden van de aard as leven de twee helden, tweeling broers Chanonnong, die voortdurend harmoniërende trillingen langs de aardas uitzenden en daardoor de aarde in beweging houden.
X. Uremarie sigaar
De uremarie sigaar tammé is een heilige cultus sigaar voor de Inheemse genezer of pyaiman.
Andere monumenten in Suriname voor inheemsen staan in Albina, in Nieuw-Nickerie en in Paramaribo.